# Телим хан, Туркман
Телим хан Теймур хан оглы Туркман (азерб. Telim xan Teymur xan oğlu Türkman, 1742, Марадж, Иран — 1829, Марадж, Иран) — азербайджанский поэт из кызылабшского племени Туркоман.

## Биография
Телим хан родился в 1742 году в Марадже, селении области Савы, Иран. Стихи начал писать в 14-15 лет. Он писал прекрасные стихи и считался «Правденым любовником» из-за своей преданности. Умер в возрасте 90 лет в родном селе Марадже, Иран.

## Личная жизнь
В юности безответно любил свою двоюродную сестру Мехри-ханым. Затем Телим хан переехал в Шираз, где пробыл семь лет, занимаясь плотницким делом. Из-за переезда он больше не смог увидеть Мехри-ханым. 

## Интересные факты
Телим хан указал в одном своём стихотворении, что ему 60 лет, а в другом — 90 лет. Хотя считается, что он умер в возрасте девяноста лет в 1829 году.

## Творчество
Телим хан писал стихи в форме классической и народной поэзии, мустазат, мухаммас, тасниф, тайнис, кошма, гёзель, мусалсел, баяты, герайли, мурабба, мусабба, муламма, додагдаймез, в виде стихов и в различных формах эруз, однако всеобщей огласки его творчества никто не придал. Первым, кто начал изучать творчество Телим хана стал Али Камали, один из савских тюрков. Он собрал около десяти тысяч стихов и поэм Телим хана и подготовил их к печати. В одной из своих статей Камали пишет, что посвятил этому делу больше десяти лет своей жизни, потратив на это миллионы долларов. Али Камали ушёл в мир иной в 1996 году, не опубликовав законченный и подготовленный им диван Телим хана. Данный сборник до сих остаётся неопубликованным.